# حفل توزيع جوائز صناع الترفيه 2024
حفل توزيع جوائز صناع الترفيه 2024 (بالإنجليزية: Joy Awards 2024) أقيم في 20 يناير 2024، وهو النسخة الرابعة من جوائز صناع الترفيه التي تُقدّمها الهيئة العامة للترفيه السعودية، ضمن فعاليات موسم الرياض.

## الحفل
أقيم الحفل بتاريخ 20 يناير 2024 ، واستُضيف في بوليفارد رياض سيتي بمسرح بكر الشدي. بُثّ الحفل على الهواء مباشرةً على قناة إم بي سي 1، وعلى منصة شاهد.

## الترشيحات والتصويت
اختار جمهور حفل «جوائز صنّاع الترفيه» الفائزين في فئات جوائز الجائزة الخمسة عشر، وذلك من خلال التصويت عبر تطبيق Joy Awards الذي يتيح للمشارك في عملية التصويت منح صوته لمرشح واحد عن كل فئة من الفئات المصنفة لنيل الجوائز، وذلك ضمن خمسة اختصاصات أساسية، هي السينما والموسيقى والمؤثرين والرياضة والمسلسلات الدرامية.

## المرشحون والفائزون
** الفائز بالخط العريض في السطر الأول ومن بعده المرشحون على الجائزة.
| الفيلم المفضّل                                                                                           | المسلسل المفضّل                                                                                           |
| --- | --- |
| - سطّار - الخلاّط - الهامور - بيت الروبي                                                                  | - كريستال - بروحهم في البيت - أمر إخلاء - ملح وسمرة                                                      |
| جائزة الممثل المفضّل عن فئة السينما                                                                      | جائزة الممثلة المفضّلة عن فئة السينما                                                                     |
| - كريم عبدالعزيز (بيت الروبي) - إبراهيم الحجاج (سطّار) - عبدالعزيز الشهري (راس براس) - زياد العمري (عبد) | - نيللي كريم (Voy! Voy! Voy) - أمينة خليل (وش في وش) - إلهام علي (تشيللو) - سعاد عبد الله (تشيللو)       |
| جائزة الممثل المفضل عن فئة المسلسلات                                                                    | جائزة الممثلة المفضلة عن فئة المسلسلات                                                                   |
| - سعد عزيز (سكّة سفر) - باسل خياط (الثمن) - إبراهيم الحجاج (منهو ولدنا 2) - محمود نصر (كريستال)          | - رهف محمد (بروحهم في البيت) - هدى حسين (ملح وسمرة) - كاريس بشار (النار بالنار) - باميلا الكيك (كريستال) |
| جائزة الفنان المفضل عن فئة الموسيقى                                                                     | جائزة الفنانة المفضلة عن فئة الموسيقى                                                                    |
| - عايض - عبدالمجيد عبدالله - ماجد المهندس - تامر عاشور                                                  | - أصالة - أحلام - نانسي عجرم - أميمة طالب                                                                |
| جائزة الأغنية المفضلة عن فئة الموسيقى                                                                   | جائزة الوجه الجديد المفضّل عن فئة الموسيقى                                                                |
| - يا ليل ويالعين (الشامي) - فووق (أصالة) - مزلاج (أميمة طالب) - وياك وياك (أحلام)                       | - طلال سام - الشامي - سلطان المرشد - وليد محمد                                                           |
| الرياضي المفضّل                                                                                          | الرياضية المفضّلة                                                                                         |
| - عبدالله الربيعة (ابو ربيعة) - سالم الدوسري - نواف العقيدى - ياسين بونو                                | - أُنس جابر - البندري الهوساوي - حصة العيسى - صبا توفيق                                                   |
| المؤثّر المفضّل                                                                                           | المؤثّرة المفضّلة                                                                                          |
| - أحمد القحطاني (ShoNgxBoNg) - أبو نوح - بندر مدخلي (بندريتا) - عمر فاروق                               | - بيبي العبدالمحسن - أبرار العثمان - نارين عمارة (نارين بيوتي) - يارا النملة                             |
| جائزة الوجه الجديد المفضّل عن فئة المسلسلات                                                              | |
| - وليد قشران (استوديو 23) - أصايل محمد (سكّة سفر) - فَي فؤاد (ماما غنيمة) - جمال الصالح (بروحهم في البيت) | |

### الجوائز التكريمية
- الجائزة الماسية: إيلي صعب
- جائزة الإنجاز مدى الحياة: الفنان علي المدفع، والفنانة منى واصف، والفنانة إسعاد يونس والفنان كيڤن كوستنر ورابح صقر، ونجاة الصغيرة.
- جائزة زعيم الفن العربي: الفنان عادل إمام.[5]
- جائزة صناع الترفيه الفخرية: نجوى كرم وزاك سنايدر ومارتن لورانس، ومسلسل تحت الوصايه، وعليا بهات، والفنان محمد المنصور، والمايسترو وليد فايد، وعازف البيانو الصيني لانغ لانغ.
- جائزة شخصية العام: إيفا لانغوريا.

## مقدمو الجوائز
من المعتاد أن يقدم كل جائزة ضيف خاص لإضفاء رونق خاص على الجائزة، وسنسرد هنا مقدمي الجوائز في حقل توزيع جوائز صناع الترفيه 2024:
- قدَّم جائزة الفيلم المفضل النجم جون سينا.[6]
- قدَّم جائزة الممثلة المفضلة عن فئة المسلسلات: الفنان أحمد السقا.[6]
- قدَّم جائزة الوجه الجديد المفضل عن فئة المسلسلات: الممثل الأمريكي أنتوني أندرسون، مقدم حفل إيمي لعام 2023.[6]
- قدَّم جائزة الإنجاز مدى الحياة للفنانة المصرية إسعاد يونس النجم الهندي سلمان خان.[6]
- قدَّم جائزة الإنجاز مدى الحياة للفنان السير أنتوني هوبكنز رئيس الهيئة العامة للترفيه في السعودية المستشار تركي آل الشيخ.[6]
- قدَّم جائزة الإنجاز مدى الحياة للفنانة السورية منى واصف النجم الفرنسي جان رينو.[6]
- قدَّم جائزة الإنجاز مدى الحياة لعازف البيانو الصيني لانغ لانغ المايسترو المصري هاني فرحات.[6]
- قدَّم جائزة الإنجاز مدى الحياة للفنان السعودي علي المدفع رئيس الهيئة العامة للترفيه المستشار تركي آل الشيخ.[6]
- قدَّم جائزة الإنجاز مدى الحياة للمخرج والممثل الأمريكي كيفن كوستنر النجم المصري أحمد عز.[6]
- قدَّم جائزة صنّاع الترفيه الماسية لمصمم الأزياء اللبناني العالمي إيلي صعب رئيس الهيئة العامة للترفيه المستشار تركي آل الشيخ.[6]
- قدَّم جائزة شخصية العام للفنانة الأمريكية إيفا لانغوريا النجمة اللبنانية نانسي عجرم.[6]
- قدَّم جائزة صنّاع الترفيه الفخرية للمايسترو وليد فايد رئيس الهيئة العامة للترفيه المستشار تركي آل الشيخ.[6]
- قدَّم جائزة صنّاع الترفيه الفخرية للنجمة الهندية عليا بهات النجمة اللبنانية نادين نسيب نجيم[6]
- قدَّم جائزة صنّاع الترفيه الفخرية للمخرج زاك سنايدر المخرج مروان حامد.[6]
- قدَّم جائزة صنّاع الترفيه الفخرية للفنان الأمريكي مارتن لورنس الفنان إبراهيم الحجاج.[6]
- قدَّم جائزة صنّاع الترفيه الفخرية للفنان الكويتي محمد المنصور الفنان غسان مسعود.[6]
- قدَّم جائزة صنّاع الترفيه للمؤثر المفضل النجم المصري شيكو.[6]
- قدَّم جائزة صنّاع الترفيه للمؤثرة المفضلة الكويتية بيبي العبدالمحسن النجم أكرم حسني.[6]
- قدَّم جائزة صنّاع الترفيه للممثل المفضل عن فئة السينما الفنان كريم عبدالعزيز النجم الأمريكي مارك والبيرغ.[6]
- قدَّم جائزة صنّاع الترفيه لزعيم الفن العربي للفنان عادل إمام رئيس الهيئة العامة للترفيه المستشار تركي آل الشيخ لنجلي الفنان عادل إمام رامي ومحمد إمام.[6]
- قدَّم جائزة صنّاع الترفيه للرياضي المفضل للاعب كمال الأجسام السعودي عبدالله الربيعة الملاكم فرانسيس نغانو.[6]
- قدَّم جائزة صنّاع الترفيه للرياضية المفضلة للاعبة التنس التونسية أنس جابر الملاكم البريطاني تايسون فيوري.[6]
- قدَّم جائزة صنّاع الترفيه للوجه الجديد المفضل في فئة الموسيقى للكويتي طلال سام النجمة المصرية منة شلبي.[6]